# Nete Mann
Nete Mann (* 27. Juli 1968 in Hachenburg) ist eine deutsche Schauspielerin mit ägyptischen Wurzeln.

## Leben
Von 1994 bis 1997 absolvierte sie ein Schauspielstudium am Münchner Schauspielstudio. Sie arbeitet als Theater-  und Filmschauspielerin sowie als Theaterregisseurin, bildende Künstlerin und Schauspielagentin. Nete Mann lebt mit ihrem Sohn in Berlin.

## Filmografie (Auswahl)
- 2014: Pater Rupert Mayer, Regie Damian Chapa
- 2009: Lindenstraße, Regie Kerstin Krause
- 2009: Tatort: Im Sog des Bösen, Regie Didi Danquart
- 2009: Deer Lucy, Regie Wolf Grensenz
- 2009–2012: Aktenzeichen XY … ungelöst
- 2007: Schönen Tag, Marie, Regie Markus Welsch
- 2007: Ein Fall für zwei: Mord im Museum, Regie Uli Möller
- 2004: Fambik, Regie Juan Meier
- 2004: Die Kommissarin: Heißes Grab, Regie Rolf Liccini
- 2003: Es wird etwas geschehen, Regie Roland Gießer
- 1997: Der Bulle von Tölz: Tod in der Walpurgisnacht, Regie Walter Bannert
- 2022: Alle wollen geliebt werden

## Theater (Auswahl)
- Die Frau im Leuchtturm, Regie: Markus Keller, Theater an der Effingerstraße, Bern (2004)
- La Clemenza di Tito, Regie: Martin Duncan und Ivor Bolton, Bayerische Staatsoper, München (1999–2001)
- Heinrich-Heine-Spektakel, Regie: Lev Bogdan, Oxda Kulturproduktion, WDR/Arte

## Regie
Am Theater in der Gems in Singen führt sie als freie Mitarbeiterin seit 2006 die Regie für mehrere Theaterstücke (Die Wiedervereinigung der beiden Koreas [2017], Salto und Mortale [2015], Hotel zu den zwei Welten [2006]). Im Rahmen des 24-Stunden-Theaters im April 2016 in der Brotfabrik in Berlin führte sie die Regie des Stückes Kein Tempolimit. Mit der Singener Theatergruppe art.genossen inszenierte sie Stücke wie Der Abstecher und Alimentari.

## Sonstiges
- Ausstellung Jede hat ihr Kreuz zu tragen, Singen
- Ausstellung Oh Jesus, Berlin
- Lehrtätigkeit Darstellendes Spiel
- Co-Casting Hauptrollen, Kinokurzfilm Rewind, Regie Cathie Boyd, Art.House, Award Bester Kurzfilm, Filmfestival Los Angeles
- Mitbegründerin des freien Theater art.genossen[6]
- Moderation der Fernsehsendung Das Journal für den Regionalsender Regio TV Bodensee, (2000–2002)

## Mitgliedschaften
- BFFS Bundesverband Schauspiel